# Découpleur
 (mars 2023).
Si vous disposez d'ouvrages ou d'articles de référence ou si vous connaissez des sites web de qualité traitant du thème abordé ici, merci de compléter l'article en donnant les références utiles à sa vérifiabilité et en les liant à la section « Notes et références ».
Le découpleur est un accessoire de filtrage dans la catégorie  coupleur d'antennes qui permet maintenant de diviser, séparer, un signal. 
Le découpleur à 2 (ou +) entrées, à 1 sortie, a finalement la même fonction qu'un coupleur, les entrées devenant ici des sorties.
Un système de couplage-découplage est employé dans les installations d'antenne domestique type monocâble permettant de faire cohabiter, sans dysfonctionnement, les fréquences de la TV terrestre (40/860 MHz) avec les fréquences BIS (950-2150 MHz) de la télévision par satellite.